# Fritz Katzmann
Fritz Katzmann, egentligen Friedrich Katzmann, född 6 maj 1906 i Langendreer, död 19 september 1957 i Darmstadt, var en tysk SS-Gruppenführer och generallöjtnant i Waffen-SS och Ordnungspolizei. Han spelade en betydelsefull roll för förintelsen i Polen.

## Andra världskriget
Den 1 september 1939 anföll Tyskland Polen och den 26 oktober inrättades Generalguvernementet, den del av Polen som inte inlemmades i Tyska riket. Från november 1939 till juli 1941 var Katzmann SS- och polischef i distriktet Radom i Generalguvernementet. Katzmann hade i uppgift att tillse att distriktets judar antingen arkebuserades eller inspärrades i getton i väntan på deportation österut. I juli 1941 utsågs han till SS- och polischef i distriktet Galizien med säte i Lemberg. Tillsammans med Hauptsturmführer Hans Krüger var Katzmann bland annat ansvarig för massakrerna i Nadwórna och Stanislawow. Den 12 oktober 1941, "den blodiga söndagen", mördades minst 10 000 judar i Stanislawow.
Katzmann lät inrätta ett flertal läger för tvångsarbetare i östra Galizien, bland andra Janovska vid Lemberg, Drohobytsj-Boryslav samt vid Durchgangsstraße IV, ett enormt vägprojekt från Berlin till Kaukasus.

## Efter kriget
Katzmann tillbringade krigsslutet på ön Fehmarn, skaffade sig falska identitetshandlingar och levde under namnet "Bruno Albrecht". Han fick under de kommande åren hjälp och stöd av organisationen HIAG, som bestod av före detta Waffen-SS-medlemmar. Det var meningen att Katzmann skulle fly till Argentina i början av 1950-talet, men det hela fick ställas in då han blev sjuk. År 1955 arbetade Katzmann på ett träförädlingsföretag i Wächtersbach i Hessen. Två år senare avled han på Alice-Hospital i Darmstadt.